# ثاديوس باركر
ثاديوس باركر (بالإنجليزية: Thaddeus Parker)‏ هو عسكري أمريكي، ولد في 13 نوفمبر 1923 في كروس سيتي في الولايات المتحدة، وتوفي في 20 يوليو 1943 في New Georgia ‏ في جزر سليمان.